# روغن‌ماهی رود مری
روغن‌ماهی رود مری (نام علمی: Maccullochella mariensis) نام یک گونه از راسته سوف‌ماهی‌سانان است.